# La Chapelle-Saint-Fray
La Chapelle-Saint-Fray är en kommun i departementet Sarthe i regionen Pays de la Loire i nordvästra Frankrike. Kommunen ligger i kantonen Conlie som tillhör arrondissementet Mamers. År 2022 hade La Chapelle-Saint-Fray 421 invånare.

## Befolkningsutveckling
Antalet invånare i kommunen La Chapelle-Saint-Fray
| Referens: INSEE |